# Министарство магије
Министарство магије (енгл. Wizards' Council) је, у фиктивном универзуму списатељице Џоан Роулинг у ком описује чаробњака Харија Потера, владајуће тело магичне заједнице Британије и наследник Савета чаробњака.

## Зграда министарства магије
Министарство магије налази се у једној страћари за коју Нормалци (обични људи) мисле да не служи ничему. Улазак за запoслене је кроз тоалет шоље у трошном тоалету уз зграду. Чаробњак треба да пусти воду док стоји у шољи и биће усисан и избачен кроз камин у главној дворани. Улазак за госте се пријављује преко покварене говорнице. На средини главне дворане налази се Фонтана магичног братства са групом златних фигура - чаробњака, вештице, кентаура, гоблина и кућног вилењака. Вода испада из штапића чаробњака и вештице, стреле кентаура, гоблиновог шешира и ушију кућног вилењака. У базенчић се у добротворне сврхе баца новац, који касније бива прослеђен Сент Мунговој болници за магијске болести и повреде.

## Радња из књига везана за Министарство
У првим деловима сазнајемо како Артур Визли ради у Министарству, а касније се ту запошљава и Перси, његов син. У петој књизи, Хари Потер и Ред феникса, Хари је оптужен за недозвољено коришћење магије (експекто патронум), па бива суспендован са Хогвортса. У Министарству магије му се суди и он бива ослобођен казне. На крају исте књиге, Хари, Рон, Хермиона Грејнџер, Невил, Луна и Џини иду у Министарство да спасу Харијево пророчанство од Волдемора и његових смртождера. У шестој књизи, Хари Потер и полукрвни принц, на чело долази нови министар, и долази код Нормалског министра да се представи. У седмој књизи, Хари Потер и реликвије Смрти, министар је убијен кад Волдемор преузме Министарство. Нови министар је Волдеморов слуга. Хари, Рон и Хермајони прерушени долазе у Министарство да украду медаљон Салазара Слитерина, који је заправо Волдеморов хоркрукс. После пада Мрачног господара, нови министар је Кингсли Оковгром, члан Реда феникса.

## Министар магије
Министар магије до краја Харија Потера и Реда феникса био је Корнелијус Фаџ, а након њега, од шестог дела, Руфус Скримџер. Обојица желе да од Харија извуку поверљиве информације које Хари добија од Дамблдора, и ниједан се не труди да му истински помогне.

## Познати ликови запослени у Министарству магије
Од познатих ликова, у Министарству магије раде:
- Артур Визли - у Одсеку за злоупотребу нормалских предмета.
- Перси Визли - као писар у суду и главни помоћник Бартија Чучња
- Долорес Амбриџ - као старији подсекретар министра
- Мафарда Хопкирк - у Канцеларији за неправилно коришћење магије
- Нимфадора Тонкс Лупин - као Аурор

### Долорес Џејн Амбриџ
Долорес Џејн Амбриџ је измишљени лик из серијала књига о Харију Потеру. Долорес је први и једини Хогвортски Велики инквизитор, што јој даје право да буде на часовима других професора и да оцењује њихов рад.
Корнелијус Фаџ је послао како би убедила ученике да се Волдемор није вратио. Распоређена је на упражњено место професора на предмету Одбрана од мрачних вештина. Није била способна да предаје овај предмет, па су зато на њеном часу ученици само учили теорију. Како би могла да мучи ученике Министар Магије, Корнелијус Фаџ је доносио разне Декрете о Образовању. На крају је добила место директора Хогвортса. Сви Слитеринци су били на њеној страни и помагали су јој да ухвати Харија Потера. На крају, она наређује Харију и Хермиони да је одведу код Дамблдора, али је они доводе у замку код кентаура и успевају да побегну. Ускоро се цело Министарство уверило да се Волдемор вратио, па је Дамблдор враћен на позицију директора Хогвортса и враћена су му сва звања.

## Одсеци Министарства
- Седми спрат: Одсек за магијске игре и спортове, укључујући Седиште квидичких лига Британије и Ирске, Званични клуб чаробних каменчића и Завод за урнебесне патенте.
- Шести спрат: Одсек магијског транспорта, укључујући Управу флу-мреже, Команду за регулисање метли, Канцеларију за телепортационе кључеве и Центар за тестове из пребацивања.
- Пети спрат: Одсек за међународну магијску сарадњу, укључујући Међународно тело за трговинске стандарде, Међународну магијску правну канцеларију и Међународну конфедерацију чаробњака, Британско посланство.
- Четврти спрат: Одсек за регулацију и контролу магијских створења, укључујући Одељења за звери, бића и духове, Канцеларију за односе са гоблинима и Саветодавни биро за штеточине.
- Трећи спрат: Одсек за магијске несреће и катастрофе, укључујући Одред за поништавање ефеката случајне магије, Седиште заборављача и Комитет за нормалске изговоре.
- Други спрат: Одсек за спровођење магијских закона, укључујући одељење за непрописну употребу магије, Седиште Аурора и Визенгамотску административну службу.
- Први спрат: Одсек за мистерије.